# Wyborowa

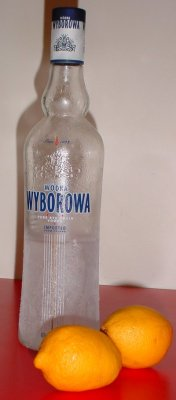
Votca Wyborowa

Wyborowa (din poloneză wybór - selecție) este o marcă înregistrată de vodcă produsă în Polonia.
Producția acestei mărci a început în 1823 într-o distilerie a omului de afaceri evreu Hartwig Kantorowicz în Poznań, apoi și în Prusia.
Adjectivul wyborowa (selectat) a fost adăugat după cuvântul „vodka” din motive de reclamă, rezultând în final numele de Wódka Wyborowa.
Produsul a rămas popular în Polonia până în anul 1873, când s-a început exportul în alte țări ale Europei.
În anul 1927 Wódka Wyborowa a devenit prima votcă din lume marcă înregistrată. 
Până în 2009, Wyborowa a fost prezentat în 29 de competiții internaționale care au adus 29 medalii dintre care 22 de aur. În plus, Wódka Wyborowa a primit Trofeul internațional de înaltă calitate la Selecțiile calitate la nivel mondial Monde Selection în 2012.

## Procesul de producție
Wyborowa este produs din secară, printr-un proces de distilare dublă. Secara este trimisă la distileriile agricole private mici, unde secara este măcinată și distilată pentru a produce "alcool de fermentație". Când secara ajunge la distileria agricolă, acesta este măcinată și apoi fiartă într-un vas mare cu apă încălzită. Amestecul este tratat cu enzime ce facilitează hidroliza amidonului în glucoză. Ulterior, este supus fermentării în rezervoare din oțel inoxidabil. După ce fermentarea a fost finalizată, lichidul rezultat are o concentrație alcoolică între 7% și 11% care în continuare este distilat într-o coloană de cupru, rezultând un alcool de aproximativ 90%. Pentru a produce un litru de alcool este nevoie de 3 kg de secară. Acest "alcool crud" este apoi transferat în instalație pentru purificare ulterioară.
Alcoolul crud trece prin trei coloane pentru a se îndepărta impuritățile. Înainte ca Wyborowa să fie îmbuteliată, alcoolul de distilat trebuie să fie redus la concentrația îmbuteliere de 40% prin diluare cu apă de la un izvor dedicat acestui scop. Odată diluată votca este transmis prin plăci de celuloză și rețea de filtre pentru a se elimina suspensiile. Votca filtrată este pompată spre linia de îmbuteliere, unde 5.000 de sticle de Wyborowa sunt îmbuteliate pe oră.